# American Philatelic Society

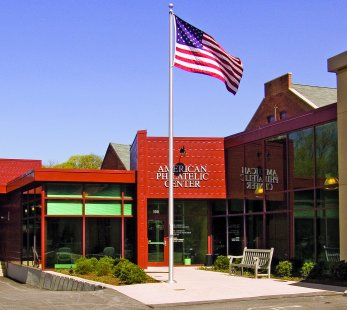
L’American Philatelic Society (APS), fédération philatélique des États-Unis.

L’American Philatelic Society (APS) est la fédération philatélique des États-Unis. Elle est la plus importante association philatélique dans le monde avec près de 44 000 membres en 2005. Son siège se trouve à Bellefonte, en Pennsylvanie.
Elle est fondée le 13 septembre 1886 à New York sous le nom d’American Philatelic Association. Elle adopte son nom actuel quelques mois plus tard avant de revenir au premier. Elle devient définitivement l’American Philatelic Society en 1908. En 1940, l’APS compte 4 000 membres dont le président Franklin Delano Roosevelt et son secrétaire de l’Intérieur Harold LeClair Ickes. En 1947, l’APS devient le représentant des États-Unis au sein de la Fédération internationale de philatélie.
Parmi les activités de l’APS, se trouvent :
- l’édition d'un magazine mensuel The American Philatelist,
- l’organisation annuelle d'un congrès (le Stamp Show) dans une ville du pays,
- l’accréditation des juges pour les expositions philatéliques.

Parmi les membres se trouvent des marchands de timbres, environ 700 associations locales et environ 200 sociétés spécialisées sont affiliées à l’APS.